# Рейнс, Энни
Энни Рейнс (англ. Annie Raines также Литтл Энни Рейнс; род. 3 июля 1969, Бостон, Массачусетс, США) — американская блюзовая харпер, пианистка и певица, автор песен. Номинант Blues Music Awards в номинации «Исполнительница традиционного блюза» (1997—2000); в составе группы Paul Rishell & Annie Raines — лауреат Blues Music Awards в номинации «Альбом акустического блюза» (2000), номинант Blues Music Awards в номинациях «DVD» (2010), «Альбом традиционного блюза» (1997, 2000), «Альбом акустического блюза» (1997, 2005, 2009), «Исполнитель акустического блюза» (1997, 2005, 2009, 2010) . Редкая женщина — ас губной гармоники в блюзе 

## Биография
Энни Рейнс родилась 3 июля 1969 года в Бостоне в еврейской семье. Выросла в пригороде Ньютона, штат Массачусетс. В 17 лет начала учиться играть на губной гармонике, находясь под впечатлением записей Мадди Уотерса, Литтл Уолтера, Биг Уолтера Хортона и Сонни Боя Уильямсона II, и за несколько месяцев до окончания школы дебютировала на сцене в джаз-клубе в Кембридже, вскоре став завсегдатаем в клубах Бостона. Недолгое время училась в колледже Антиох, в 1988 году стажировалась у активиста по правам бездомных Митча Снайдера в Вашингтоне, который убедил ее бросить колледж, чтобы начать музыкальную карьеру. Она переехала в Чикаго, где познакомилась с Пайнтопом Перкинсом и Джеймсом Коттоном, играла в клубных блюзовых группах. 
В конце 1980-х познакомилась с Полом Ришеллом, попросив его заменить того музыканта на концерте, с кем она тогда работала. В 1993 году Пол Ришелл попросил её участвовать в его гастролях и в том же году они создали дуэт, существующий по настоящее время.
 Энни Рейнс эндорсер губной гармошки Hohner 
Живёт в Ньютоне, замужем за своим коллегой по дуэту Полом Ришеллом . Как и её муж, занимается преподаванием и просветительством в области блюза 
«Редкая женщина-ас блюзовой губной гармошки, показывает, что она столь же сильна как аккомпаниатор акустической кантри-гармоники, сколь и как более жёсткая, электрифицированная соло-исполнительница в стиле Чикаго а-ля великий Литтл Уолтер» 
Пайнтоп Перкинс сказал про неё, что «…она играет так хорошо, что становится больно!» 
«Кое-кто провозглашает Энни Рейнс одной из лучших харперов-женщин в акустическом блюзе, но это вообще неправда. На самом деле она одна из лучших харперов эпохи» 
Сама Энни Рейнс характеризует свой звук как «громкий взрослый тон с маленькой девичьей трелью в конце» .

## Дискография

### В составе Paul Rishell & Annie Raines
- I Want You To Know (1996)
- Moving to the Country (2000)
- Goin' Home (2004)
- A Night In Woodstock (2008)
- Talking Guitar (2012)gator)

### Как гость
- Рори Блок — Gone Woman Blues: The Country Blues Collection (1997)
- Сьюзан Тедески — Just Won’t Burn (1998)
- Пайнтоп Перкинс и Хьюберт Самлин — Legends (2001)
- Сьюзан Тедески — Wait For Me (2002)
- Джефф Малдор — Rare And Unissued — Collectors Items 1963—2008 (2008)
- Сьюзан Тедески — Better Days (2002)